# Ronan (canción)
«Ronan» es un sencillo benéfico lanzado el 8 de septiembre de 2012 por la cantautora estadounidense Taylor Swift en iTunes Store. La letra se basa en un blog de Maya Thompson sobre su hijo de cuatro años, Ronan, que murió de neuroblastoma en 2011. Swift escribió y produjo la canción juntando citas del blog, acreditando a Maya Thompson como coescritora. Todas las ganancias de las ventas del sencillo se destinan a ayudar a combatir el cáncer.

## Antecedentes
Swift escribió la canción después de leer el blog de Maya Thompson. Thompson es la madre de Ronan Thompson, de cuatro años, quien murió en 2011 de neuroblastoma. Había sido tratado en el Barrow Neurological Institute del Phoenix Children's Hospital. Maya comenzó a escribir en agosto de 2010 cuando le diagnosticaron a Ronan y continuó escribiendo sus entradas en el blog Rockstar Ronan durante los nueve meses que Ronan padeció de la enfermedad antes de morir en mayo de 2011, apenas tres días antes de su cuarto cumpleaños. Maya trabajó a través de su dolor al continuar con el blog, escribiendo cartas desgarradoras a su difunto hijo mientras recaudaba dinero y conciencia sobre las causas del cáncer infantil.
Las dos se conocieron en octubre de 2011, cuando Swift invitó a Maya a su concierto en el Gila River Arena en Glendale. Escribió sobre su reacción cuando Taylor le dijo que había escrito la canción inspirada en las entradas de su blog: «Mi calma pronto se convirtió en una completa y absoluta conmoción congelada cuando estas palabras salieron de su boca. "Escribí una canción para Ronan."», agregó Thompson, dirigiéndose a su difunto hijo: «Las lágrimas comenzaron a fluir por mis mejillas tan pronto como la escuché decir esas palabras. Pero sus palabras no se detuvieron allí. No solo escribió una canción para ti, sino quería saber si estaría bien interpretarlo en el programa televisado a nivel nacional». Swift acredita a Thompson como coguionista de la canción. Fue lanzada en la iTunes Store de Estados Unidos poco después de que terminara el teletón Stand Up to Cancer, y todas las ganancias del sencillo se destinan a organizaciones benéficas contra el cáncer.

## Composición y recepción
Mark Hogan de la revista Spin describe «Ronan» como una balada de soft rock. Swift escribió y produjo la canción basándose en las entradas del blog de la coguionista Maya Thompson.
Ronan recibió elogios universales de la crítica. Rolling Stone calificó la canción como «desgarradora». Bill Dukes de Taste of Country escribió: «Estaba claro que [Swift] era solo la voz de Maya Thompson». Ed Masley, de The Arizona Republic, dijo que «Ronan puede ser lo mejor de [Swift] como artista».

## Desempeño comercial y actuaciones en vivo
Ronan fue descargado 220 000 veces en su primera semana, debutando en el número 2 en Hot Digital Songs. La canción fue bloqueada del primer lugar por la propia canción de Swift We Are Never Ever Getting Back Together. En el Billboard Hot 100, la canción alcanzó el puesto 16. También alcanzó el puesto 34 en la lista Hot Country Songs.
Swift interpretó por primera vez la canción en vivo para Stand Up to Cancer en septiembre de 2012, y solo la ha interpretado públicamente en otra ocasión, cuando Maya Thompson asistió a la parada de The 1989 World Tour en Glendale el 17 de agosto de 2015.

## Lista de canciones
- Descarga digital[12]

| N.º | Título  | Duración |  |
| 1.  | «Ronan» | 4:25     |  |

## Listas
| Lista (2012)                       | Posición más alta |
| ---------------------------------- | ----------------- |
| Estados Unidos (Billboard Hot 100) | 16                |
| Estados Unidos (Hot Country Songs) | 34                |